# David McClelland
David Clarence McClelland  (20. května 1917 Mount Vernon, New York – 27. března 1998 Lexington, Massachusetts) byl americký psycholog, 15. nejcitovanější psycholog 20. století. Studoval zejména osobnost a motivaci. Proslul svou motivační teorií, která je někdy nazývána teorií potřeby úspěchu (need achievement theory, někdy jen need theory či též n-achievement theory). Zdokonalil též projektivní test TAT (Thematic Apperception Test). Věnoval se též psychologii práce a managementu.

## Život
Bakalářský titul získal na Wesleyan University v Ohiu v roce 1938, magisterský titul na University of Missouri v roce 1939 a doktorský titul (Ph.D) v oboru experimentální psychologie na Yaleově univerzitě v roce 1941. Učil poté na Connecticut College a Wesleyan University a nakonec roku 1956 nastoupil na Harvardovu univerzitu, kde pak pracoval 30 let a působil jako vedoucí katedry psychologie a sociálních vztahů. V roce 1987 přešel na Bostonskou univerzitu.